# Paul Arthur
Paul Raymond Arthur (Aldershot, 31 agosto 1955) è un archeologo inglese.

## Biografia
Paul Arthur, figlio del Colonnello R.W.J. Arthur, che prestò servizio durante la seconda guerra mondiale e successivamente nelle forze di occupazione nel Territorio Libero di Trieste, è un accademico e archeologo medievista. Cresciuto a Londra, sviluppò un interesse per l'archeologia durante gli anni scolastici, partecipando a scavi in vari siti dentro e intorno a Londra. Dopo aver frequentato la St. Clement Danes Grammar School. Nel 1972 condusse i suoi primi scavi insieme a Keith Whitehouse, portando alla luce un insediamento romano a Bishop’s Park, Fulham, prima di trasferirsi con i suoi genitori a Roma, dove nel 1979 si laureò presso il London Institute of Archaeology.
Dopo i primi scavi in Italia, tra cui in particolare la villa romana di Settefinestre (Orbetello), Arthur fu coinvolto in ricerche in Libia per conto della Libyan Studies Society, partecipando a ricognizioni archeologiche in Tripolitania. Successivamente tornò all'Istituto di archeologia per lavorare al suo dottorato sull'economia e l'archeologia della Campania romana. Fu invitato dalla Soprintendenza Archeologica di Napoli a scavare a Pompei (1980-1).
A seguito del devastante terremoto dell'Irpinia del 23 novembre 1980, è stato invitato dalla Sovrintendenza a dirigere vari scavi attraverso il centro storico di Napoli in anticipo sul consolidamento delle strutture permanenti. Uno dei suoi scavi più importanti a Napoli, quello del sito di un blocco insula romano a Carminiello ai Mannesi, che era già stato messo a nudo dai bombardamenti alleati alla fine della seconda guerra mondiale, ha contribuito a spianare la strada per un'archeologia post-classica del sud Italia.
Dal 1985 al 1987, insegnò Archeologia della tarda antichità e dell'alto medioevo all'Università di Salerno. Successivamente, fu nominato Direttore Scientifico del Progetto EUBEA, finanziato dal Governo italiano, con l'obiettivo di creare un database di resti archeologici nell'area di Napoli e dei Campi Flegrei. Dal 1990 al 1998, insegnò Archeologia Medievale all'Università di Lecce (oggi Università del Salento), dove divenne professore associato nel 1998 e ordinario nel 2005.
All'Università di Lecce, è diventato uno studioso di archeologia bizantina, scavando o studiando siti diversi come Hierapolis di Frigia (Turchia), Chersonesos in Crimea (Ucraina), Ostrakine nel nord del Sinai (Egitto), e il Salento (Puglia meridionale). Nel Salento si è specializzato nello scavo di borghi medievali deserti (Supersano, Apigliano, Quattro Macine), oltre a condurre scavi presso il castello e le mura cittadine di Lecce e presso i monasteri bizantini e normanni di Le Centoporte (Giurdignano) e S. Maria di Cerrate (Lecce) e al piccolo comune di Muro Leccese.

## Pubblicazioni

### Monografie e curatele
- Early Fine wares in Roman Britain (con Geoff Marsh) (BAR, Oxford, 1977)
- Romans in Northern Campania (British School at Rome monograph series no. 1, London, 1991)

- Il complesso archeologico di Carminiello ai Mannesi, Napoli (scavi 1983-1984) (Congedo, Galatina, 1994)

- Naples from Roman Town to City-State: An archaeological perspective (British School at Rome monograph series no. 12, London, 2002)

- Supersano: Un paesaggio antico del Basso Salento (con Valeria Melissano) (Congedo, Galatina, 2004)

- Byzantine and Turkish Hierapolis (Pamukkale) (Ege Yayinlari, Istanbul, 2006)

- Alla scoperta di una Terra Medievale, Muro Leccese (con Brunella Bruno) (Congedo, Galatina, 2007)

- Apigliano: Un villaggio bizantino e medievale in Terra d’Otranto. L’ambiente, il villaggio, la popolazione (con Brunella Bruno) (Arte Grafiche Panico, 2009)

- Il complesso tardo-antico ed alto-medievale dei SS. Cosma e Damiano, detto Le Centoporte, Giurdignano (LE), Scavi 1993-1996 (con Brunella Bruno) (Congedo, Galatina, 2009)

- La Storia nel Pozzo. Ambiente ed economia di un villaggio bizantino in Terra d’Otranto - Supersano 2007 (con Girolamo Fiorentino, Marco Leo Imperiale, Anna Maria Grasso) (Unisalento Press, 2011)

- French Art Nouveau Ceramics. An illustrated dictionary (Ed. Norma, Paris, 2015)

- Apigliano: Un villaggio bizantino e medievale in Terra d’Otranto. I Reperti (con Marco Leo Imperiale, Marisa Tinelli) (Progetto In-Cul.Tu.Re., Editrice Salentina, Lecce, 2015)

- VII Congresso Nazionale di Archeologia Medievale (con Marco Leo Imperiale) (All’Insegna del Giglio, Florence, 2015)

- Animalier Fantastique, Emmanuel Frémiet and the Château de Pierrefonds Griffon (Sinai & Sons Ltd, London, 2017)

- Batrachian Symbolism, Jean Carriès and his Grenouillard (Sinai & Sons Ltd, London, 2017)

- Archeologia urbana a Borgo Terra, Muro Leccese, volume I (con Brunella Bruno, Stefania Alfarano) (All’Insegna del Giglio, Sesto Fiorentino, 2017)

- The Magic of Sèvres 1900 (Robert Zehil Gallery, Monte Carlo, 2020)

- Il Castello di Lecce. Fortezza della Puglia Meridionale (con Marisa Tinelli, Benedetto Vetere) (2 vols., All’Insegna del Giglio, Sesto Fiorentino, 2022)

## Posizioni e onorificenze
- Presidente della Società degli Archeologi Medievisti Italiani (SAMI) (eletto nel 2018; rieletto nel 2022).
- Direttore della Scuola di Specializzazione in Beni Archeologici dell'Università del Salento (2013-2019).
- Associato del Consiglio del Centro Internazionale per l'Arte Medievale (ICMA) di New York (2005-2007).
- Membro della Società degli Antiquari di Londra (FSA) (dal 1988).